# 47th Flying Training Wing

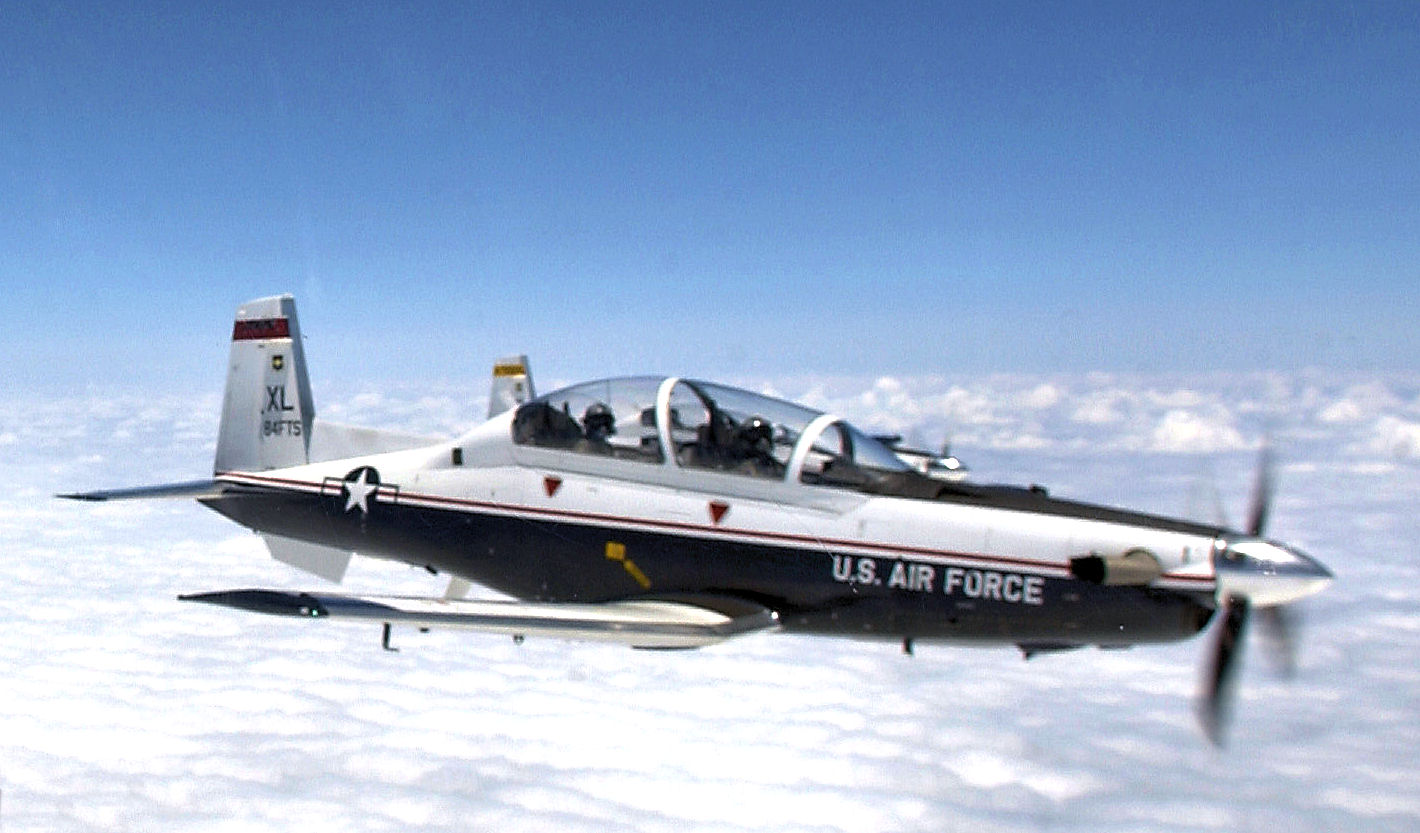
T-6A dello Stormo

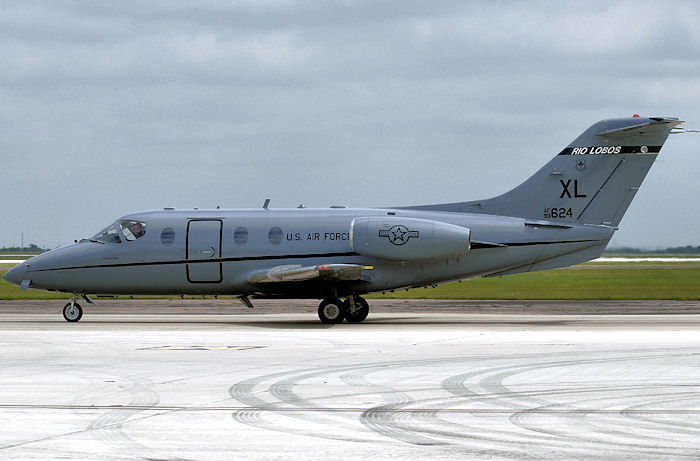
T-1A dello Stormo

Il 47th Flying Training Wing è uno Stormo da addestramento dell'Air Education and Training Command, inquadrato nella Nineteenth Air Force. Il suo quartier generale è situato presso la Laughlin Air Force Base, nel Texas.

## Missione
All'unità è associato il 96th Flying Training Squadron, 340th Flying Training Group, Air Force Reserve Command

## Organizzazione
Attualmente, al settembre 2017, lo stormo controlla:
- 47th Operations Group
  - 47th Operations Support Squadron
  - 47th Student Squadron
  -  434th Flying Training Squadron - Equipaggiato con T-6A Texan II
  -  85th Flying Training Squadron - Equipaggiato con T-6A Texan II
  -  86th Flying Training Squadron - Equipaggiato con T-1A Jayhawk
  -  87th Flying Training Squadron - Equipaggiato con T-38C Talon
- 47th Mission Support Group
  - 47th Communications Squadron
  - 47th Civil Engineering Squadron
  - 47th Force Support Squadron
  - 47th Security Forces Squadron
  - 47th Contracting Flight
  - 47th Logistics Readiness Flight
- 47th Medical Group
  - 47th Medical Support Squadron
  - 47th Medical Operations Squadron
- 47th Comptroller Squadron